# Gangkou, Guangdong
Gangkou (kinesiska: 港口) är en köping i sydöstra Kina. Den ligger i staden Zhongshan i provinsen Guangdong,  omkring 61 kilometer söder om provinshuvudstaden Guangzhou. Antalet invånare är 113 691. Befolkningen består av 53 917 kvinnor och 59 774 män. Barn under 15 år utgör 13,0 %, vuxna 15-64 år 81 %, och äldre över 65 år 4,0 %.